# Andrea Mangiante
Andrea Mangiante (Chiavari, 1º luglio 1976) è un ex pallanuotista e allenatore di pallanuoto italiano.
Nel 2010 è stato sospeso dalle attività sportive  in quanto trovato positivo ad un controllo antidoping.

## Palmarès
- Campionato italiano: 8

Roma: 1998-99
Brescia: 2002-03
Pro Recco: 2005-06, 2006-07, 2007-08, 2008-09, 2009-10, 2012-13
- Coppe Italia: 6

Recco: 2005-06, 2006-07, 2007-08, 2008-09, 2009-10, 2012-13
- Coppa dei Campioni/Eurolega: 3

Recco: 2006-07, 2007-08, 2009-10
- Supercoppa LEN: 3

Recco: 2007, 2008, 2012
- LEN Euro Cup: 2

Brescia: 2001-02, 2002-03